# Platycleis longis
Platycleis longis är en insektsart som beskrevs av Boris Petrovich Uvarov 1910. Platycleis longis ingår i släktet Platycleis och familjen vårtbitare. Inga underarter finns listade i Catalogue of Life.